# Bewegung für den Sozialismus

Logo

Die Bewegung für den Sozialismus (BFS, frz. Mouvement pour le Socialisme, MPS, ital. Movimento per il Socialismo, MPS) ist eine 2002 in der Schweiz gegründete sozialistische Organisation. Sie  hat  Beobachterstatus im Vereinigten Sekretariat der  Vierten Internationalen.

## Geschichte
Die BFS hat personelle und inhaltliche Anknüpfungspunkte zur trotzkistischen Bewegung der Schweiz. Ihre organisatorischen Wurzeln liegen in der 1969 gegründeten Revolutionären Marxistischen Liga (RML), die später in Sozialistische Arbeiterpartei (SAP) umbenannt wurde. Im Gegensatz zu ihren historischen Vorläufern verzichtet die BFS auf die Selbstbeschreibung als «trotzkistisch».
Die Gründung im März 2002 geschah im Anschluss an den Höhepunkt der Anti-Globalisierungsbewegung in der Schweiz.
Ebenfalls war die BFS in den Streik bei der SBB-Wartungsniederlassung in Bellinzona 2008 involviert. Neben den Aktivitäten in den gewerkschaftlichen Gremien wurden schweizweite Informations- und Unterstützungskampagnen durchgeführt.
In einem schweizweiten Kontext fand die BFS das erste Mal im Januar 2005 grössere Beachtung. Damals hat sie als Bestandteil eines Bündnisses eine Kampagne für ein linkes Nein zur geplanten Ausweitung der Personenfreizügigkeit gestartet. Dabei erachtete die Organisation insbesondere die flankierenden Massnahmen als ungenügend. Da auch die Schweizerische Volkspartei (SVP) das Referendum ergriff, sah sich die BFS dem Vorwurf des Rassismus gegenüber.

## Aktivitäten
Die BFS verfügt über Sektionen in Zürich, Basel, Genf, Lausanne und im Tessin.
Die BFS organisiert jedes Jahr im Januar in Zürich Das Andere Davos, eine politische Gegenveranstaltung zum World Economic Forum. Dabei stehen die Vernetzung verschiedener sozialer Bewegungen und eine internationalistische Perspektive auf globale Probleme im Zentrum.
In der Deutschschweiz erscheint seit 2014 zweimal jährlich die Zeitschrift antikap. Die MPS Tessin gibt die Zeitschrift Solidarietà heraus.

## Wahlergebnisse
Die folgende Tabelle gibt eine Übersicht über die Ergebnisse bei Parlamentswahlen im Tessin.
| Jahr | Grosser Rat | Grosser Rat | Grosser Rat                                         |
|      | Stimmen (%) | Sitze       | Anmerkungen                                         |
| ---- | ----------- | ----------- | --------------------------------------------------- |
| 2003 | 1,04 %      | 0           |                                                     |
| 2007 | 0,91 %      | 0           |                                                     |
| 2011 | 1,27 %      | 1           | Gemeinsame Liste mit PdA (1 Sitz MPS, 0 Sitze PdA)  |
| 2015 | 1,45 %      | 1           | Gemeinsame Liste mit KP (je 1 Sitz)                 |
| 2019 | 2,39 %      | 3           | Gemeinsame Liste mit PdA (3 Sitze MPS, 0 Sitze PdA) |
| 2023 | 1,69 %      | 2           |                                                     |